# Харгитей, Маришка
Мари́шка Ма́гдолна Ха́ргитей (англ. Mariska Magdolna Hargitay, род. 23 января 1964) — американская актриса и продюсер. Она является дочерью легенды 1950-х годов, актрисы Джейн Мэнсфилд и культуриста Микки Харгитея. В 1982 году она победила на конкурсе красоты «Мисс Беверли-Хиллз». Она одновременно продолжала изучать актёрское мастерство и в 1985 году дебютировала в фильме «Гоблины». Впоследствии она снялась в ряде кино- и теле-проектов.
В 1999 году Харгитей получила главную роль детектива Оливии Бенсон, расследующей преступления на сексуальной почве в телевизионной драме «Закон и порядок: Специальный корпус». Эта роль принесла ей признание критиков и множество наград и номинаций, включая победы на премиях «Золотой глобус» в 2005 году и «Эмми» в 2006 году. В 2004 году она основала организацию Joyful Heart Foundation, которая осуществляет помощь женщинам, подвергшимся сексуальному насилию.
Харгитей с 2007 года является самой высокооплачиваемой актрисой в драме на телевидении с зарплатой $ 375—385 тысяч за один эпизод. В 2010 году она вошла в список «Ста самых богатых и влиятельных людей» по версии Forbes с доходом более $10 млн в год. Начиная с 2012 года её гонорар составляет рекордные $500,000 за один эпизод сериала. В 2024 году стала самой высокооплачиваемой актрисой телевидения с гонораром $ 750 тысяч за эпизод (с учётом продюсерского гонорара и прибыли от синдикации) и стала одной из трёх актрис, попавших в топ-20 самых высокооплачиваемых актёров.
В 2013 году Харгитей была удостоена собственной звезды на Голливудской «Аллее славы».

## Биография
Мари́шка Ма́гдолна Ха́ргитей родилась 23 января 1964 года в Санта-Монике, штат Калифорния. Её родителями были секс-символ 50-х годов актриса Джейн Мэнсфилд и венгерский культурист Микки Харгитей. Актриса не единственный ребёнок в семье: у неё есть две сводные сестры, Джейн Мари Мэнсфилд и Тина Харгитей; два брата, Миклис и Золтан Харгитей, и сводный брат, Антонио Оттавиано.
Её родители развелись в мае 1963 года, но позже судья признал их мексиканский развод недействительным. Они сошлись за несколько месяцев до рождения Маришки, но скоро опять разошлись. Несколько недель спустя Мэнсфилд вышла замуж за режиссёра Мэтта Кимбера, который работал с ней в 1964 году на съёмках фильма «Автобусная остановка» по мотивам пьесы Уильяма Инджа.
26 июня 1967 года Джейн Мэнсфилд погибла в автокатастрофе вместе со своим бойфрендом Сэмом Броди. У Маришки, которой тогда было три с половиной года, остался зигзагообразный шрам на голове. Её братья Миклис и Золтан отделались небольшими ушибами. После смерти матери детей вырастил Мики Харгитей со своей третьей женой Эллен Сиано.

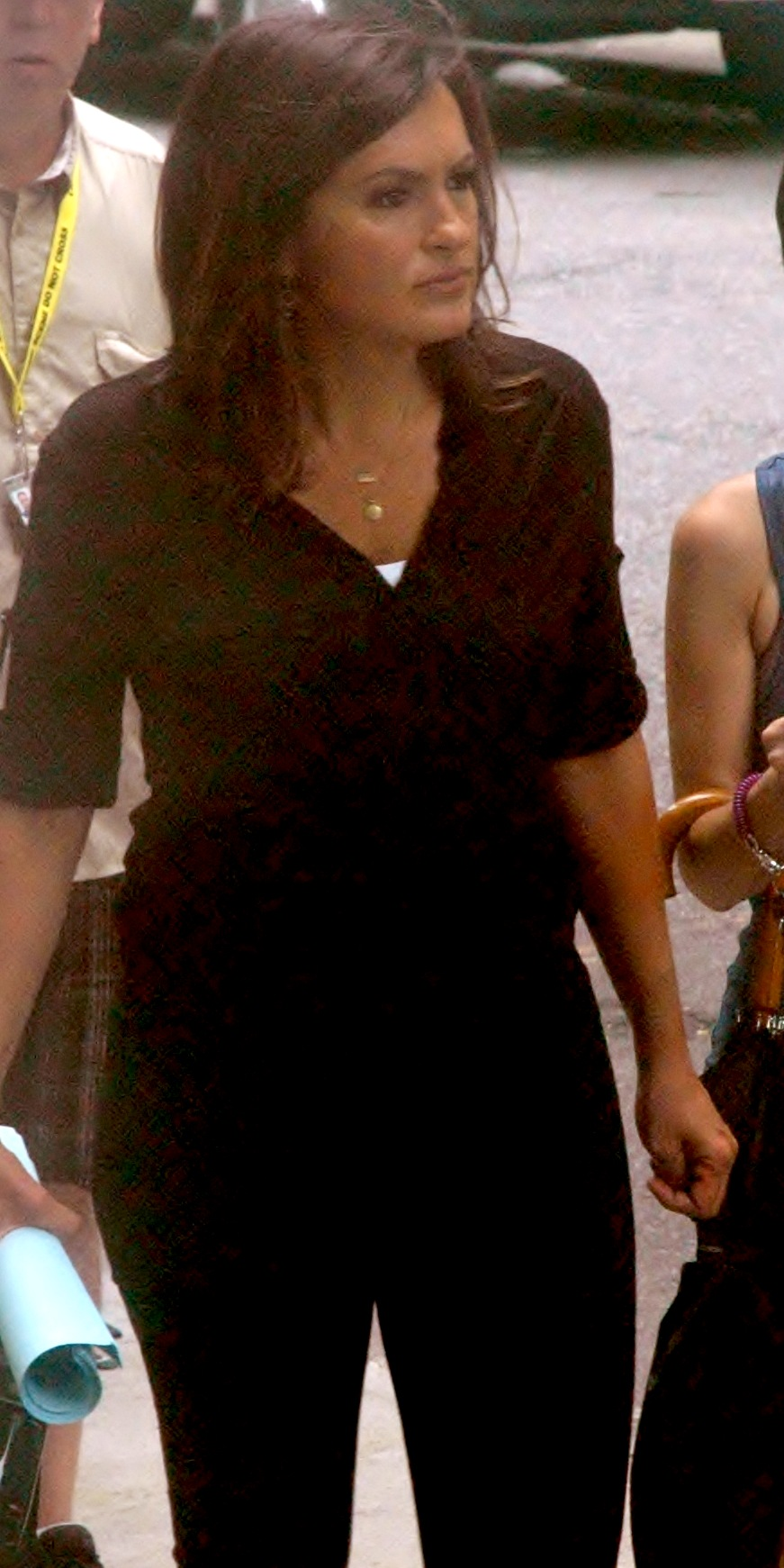
Харгитей на съёмках сериала «Закон и порядок: Специальный корпус» в августе 2010 года

В 1982 году Маришка выиграла конкурс красоты «Мисс Беверли Хилз» и заняла четвёртое место на конкурсе «Мисс Калифорния» после чего начала актёрскую карьеру с небольших ролей. В конце 1980-х и начале 1990-х она активно снималась в кино и на телевидении, на её счету в то время роли в фильмах «Гоблины» (1985), «Совершенное оружие» (1991), «Грабитель банков» (1993), «Покидая Лас-Вегас» (1995), «Лэйк Плэсид: Озеро страха» (1999). Также актриса активно снималась в телевизионных сериалах самые известные из которых «Спасатели Малибу», «Сайнфелд», «Скорая помощь» и других.
Весной 1999 года Харгитей прошла кастинг на роль детектива Оливии Бенсон среди множества претендентов. Было отобрано шесть актрис и, в конечном счёте, роль получила Маришка. На роль её напарника Эллиота Стэйблера пробовались Тим Мэтисон, Джон Слэттери и Кристофер Мелони. Мелони и Харгитей прослушивались в финальном отборе перед руководством NBC и создателем Диком Вульфом. В наступившей мертвой тишине Вульф выпалил: «Ну что же, без сомнений мы должны выбрать Мелони и Харгитей». Он же позже сказал, что этот дуэт актёров создаёт напряженную химию между героями.
В 2006 году, даже во время беременности, актриса продолжала сниматься в сериале. В последние месяцы беременности в 2006 году, она ушла в декретный отпуск и в сериал на время её отсутствия была введена героиня в исполнении актрисы Конни Нильсен.
В мае 2009 года по истечении контракта с шоу актриса вместе со своим коллегой Кристофером Мелони заключила более выгодный контракт, ещё на два сезона. Ходили слухи что руководство NBC угрожало заменить актёров, требовавших огромных гонораров, но спустя два месяца было объявлено, что канал заключил новый контракт с актёрами.

## Личная жизнь
С 28 августа 2004 года Харгитей замужем за актёром и сценаристом Питером Херманном. У супругов есть трое детей: биологический сын Август Миклош Фридрих Херманн (род.28.06.06) и двое приёмных детей — дочь Амайя Джозефина Херманн и Эндрю Николас Харгитей Херманн (оба родились в 2011 году).
Благотворительная деятельность

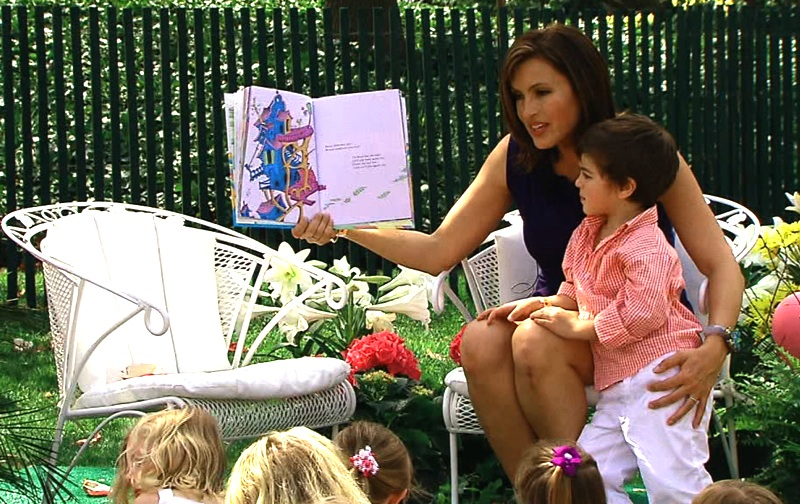
Харгитей читает больным детям в 2010 году

В 2004 году Харгитей основала благотворительный фонд помощи жертвам сексуального насилия и детям, подвергнувшимся жестокому обращению со стороны взрослых. На 2010 год фонд помог более пяти тысячам пострадавших. По состоянию на апрель 2011 года фонд собрал более 20 миллионов спонсорских пожертвований для помощи пострадавшим. Также Харгитей регулярно делает пожертвования различным организациям, направленным на помощь нуждающихся.

## Фильмография

### Телевидение
| Год                         | Название на русском                          | Название на английском            | Роль                                                   | Примечания                              |
| --------------------------- | -------------------------------------------- | --------------------------------- | ------------------------------------------------------ | --------------------------------------- |
| 1986—1987                   | Даунтаун                                     | Downtown                          | Джесси Смит                                            | Регулярная роль, 14 эпизодов            |
| 1988                        | Полуночная жара                              | In the Heat of the Night          | Орин Хиггс                                             | 1 эпизод                                |
| 1988                        | Кошмары Фредди                               | Freddy’s Nightmares               | Марша                                                  | 1 эпизод                                |
| 1988                        | Фэлкон Крест                                 | Falcon Crest                      | Карли Фикс                                             | 15 эпизодов                             |
| 1989                        | Спасатели Малибу                             | Baywatch                          | Лиза Питерс                                            | 1 эпизод                                |
| 1990                        | Умник                                        | Wiseguy                           | Дебби Витале                                           | 1 эпизод                                |
| 1990                        | Тридцать-с-чем-то                            | thirtysomething                   | Кортни Данн                                            | 1 эпизод                                |
| 1990                        | Бухгалтер                                    | Booker                            | Мишель Ларкин                                          | 1 эпизод                                |
| 1990                        | Пламя Габриэля                               | Gabriel’s Fire                    | Кармен                                                 | 1 эпизод                                |
| 1992                        | Собачье дело                                 | Tequila and Bonetti               | Анджела Гарсия                                         | Регулярная роль, 14 эпизодов            |
| 1993                        | Номер в гостинице                            | Hotel Room                        | Диана                                                  | Мини-сериал                             |
| 1993                        | Кей-Уэст                                     | Key West                          | Лавры                                                  | 1 эпизод                                |
| 1993                        | Сайнфелд                                     | Seinfeld                          | Мелисса Шеннон                                         | 1 эпизод                                |
| 1994                        | Американская девушка                         | All-American Girl                 | Джейн                                                  | 1 эпизод                                |
| 1995—1996                   | Не спешите торопить любовь                   | Can’t Hurry Love                  | Диди Эдельштейн                                        | Регулярная роль, 19 эпизодов            |
| 1996                        | Эллен                                        | Ellen                             | Дара                                                   | 1 эпизод                                |
| 1996                        | Одинокий парень                              | The Single Guy                    | Кейт Конклин                                           | 4 эпизода                               |
| 1997                        | Крэкер                                       | Cracker                           | Детектив Пенни Хэтфилд                                 | 1 эпизод                                |
| 1997—1998                   | Скорая помощь                                | ER                                | Синтия Хупер                                           | 13 эпизодов                             |
| 1997, 2000                  | Принс-стрит                                  | Prince Street                     | Детектив Нина Ишеверия                                 | 6 эпизодов                              |
| 1999 — наст. время          | Закон и порядок: Специальный корпус          | Law & Order: Special Victims Unit | Детектив / Сержант / Лейтенант / Капитан Оливия Бенсон | Регулярная роль                         |
| 2005                        | Закон и порядок: Суд присяжных               | Law & Order: Trial by Jury        | Детектив Оливия Бенсон                                 | Эпизод: «Day»                           |
| 2000, 2005, 2022, 2024,2025 | Закон и порядок                              | Law & Order                       | Детектив / Капитан Оливия Бенсон                       | 7 эпизодов                              |
| 2014-2016                   | Полиция Чикаго                               | Chicago P.D.                      | Сержант Оливия Бенсон                                  | 3 эпизода                               |
| 2015                        | Пожарные Чикаго                              | Chicago Fire                      | Сержант Оливия Бенсон                                  | Эпизод: «We Called Her Jellybean» 03-21 |
| 2021,2022, 2023, 2025       | Закон и порядок: Организованная преступность | Law & Order: Organized Crime      | Капитан Оливия Бенсон                                  | 14 эпизодов                             |

### Фильмы
| Год  | Название на русском         | Название на английском       | Роль               | Примечания  |
| ---- | --------------------------- | ---------------------------- | ------------------ | ----------- |
| 1985 | Гоблины                     | Ghoulies                     | Донна              |             |
| 1986 | Добро пожаловать в 18-летие | Welcome to 18                | Джой               |             |
| 1987 | Хохмачи                     | Jocks                        | Николь             |             |
| 1988 | Мистер Вселенная            | Mr. Universe                 | Маришка Харгитей   | Камео       |
| 1989 | Финишная черта              | Finish Line                  | Лиза Карш          | Телефильм   |
| 1991 | Совершенное оружие          | Hard Time Romance            | Дженнифер          |             |
| 1991 | Жёсткое время для романтики | Hard Time Romance            | Дженнифер          |             |
| 1991 | Клубничная дорога           | Sutoroberi rodo              | Джилл Баннер       |             |
| 1993 | В тупике                    | Blind Side                   | Мелани             | Телефильм   |
| 1993 | Грабитель банков            | Bank Robber                  | Мариса Бенуа       |             |
| 1994 | Игрок                       | Gambler V: Playing for Keeps | Этта Плэйс         | Телефильм   |
| 1995 | Покидая Лас-Вегас           | Leaving Las Vegas            | Проститутка в баре |             |
| 1997 | Ночные грехи                | Night Sins                   | Пейдж Прайс        | Телефильм   |
| 1997 | Адвокат дьявола             | The Advocate’s Devil         | Рэнди              | Телефильм   |
| 1999 | Любовь по-американски       | Love American Style          | Венди              | Телефильм   |
| 1999 | Лэйк Плэсид: Озеро страха   | Lake Placid                  | Майра Окубо        |             |
| 2001 | Парфюм                      | Perfume                      | Дарси              |             |
| 2004 | Чистая правда               | Plain Truth                  | Элли Харрисон      | Телефильм   |
| 2006 | Сказания Земноморья         | Gedo senki                   | Тенар              | Озвучивание |
| 2008 | Секс-гуру                   | The Love Guru                | Маришка Харгитей   | Камео       |

### Видеоигры
- True Crime: New York City (2005) — Дина Диксон

## Награды и номинации

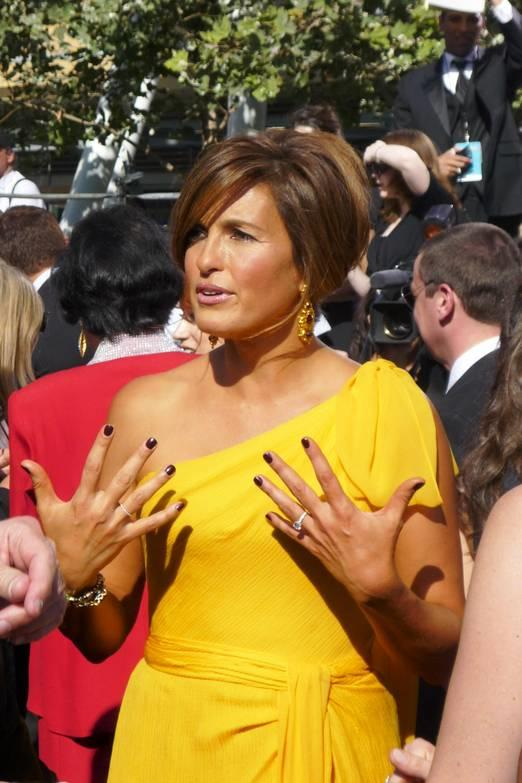
Маришка Харгитей на церемонии «Эмми» в 2008 году

Список наград и номинаций за роль детектива Оливии Бенсон в сериале «Закон и порядок: Специальный корпус».
| Год  | Награда                               | Категория                                        | Результат |
| ---- | ------------------------------------- | ------------------------------------------------ | --------- |
| 2000 | Спутник                               | Лучшая актриса драматического сериала            | Номинация |
| 2000 | Viewers for Quality Television Awards | Лучшая актриса драматического сериала            | Номинация |
| 2000 | TV Guide Awards                       | Лучшая актриса нового сериала                    | Номинация |
| 2004 | Премия Гильдии киноактёров США        | Лучшая актриса драматического сериала            | Номинация |
| 2004 | Prism Awards                          | Лучшее выступление в драматическом сериале       | Номинация |
| 2004 | Премия имени Грейси Аллен             | Личные достижения за лучшую женскую роль — драма | Победа    |
| 2004 | Эмми                                  | Лучшая актриса драматического сериала            | Номинация |
| 2005 | Золотой глобус                        | Лучшая женская роль в драме                      | Победа    |
| 2005 | Эмми                                  | Лучшая актриса драматического сериала            | Номинация |
| 2006 | Премия Гильдии киноактёров США        | Лучшая актриса драматического сериала            | Номинация |
| 2006 | Эмми                                  | Лучшая актриса драматического сериала            | Победа    |
| 2007 | TV Land Awards                        | Любимый сыщик                                    | Номинация |
| 2007 | Премия Гильдии киноактёров США        | Лучшая актриса драматического сериала            | Номинация |
| 2007 | Prism Awards                          | Лучшее выступление в драматическом сериале       | Победа    |
| 2007 | Эмми                                  | Лучшая актриса драматического сериала            | Номинация |
| 2008 | Эмми                                  | Лучшая актриса драматического сериала            | Номинация |
| 2009 | Премия Гильдии киноактёров США        | Лучшая актриса драматического сериала            | Номинация |
| 2009 | Выбор народа                          | Любимая телезвезда                               | Номинация |
| 2009 | Премия имени Грейси Аллен             | Лучшая актриса драматического сериала            | Победа    |
| 2009 | Золотой глобус                        | Лучшая женская роль в драме                      | Номинация |
| 2009 | Эмми                                  | Лучшая актриса драматического сериала            | Номинация |
| 2010 | Премия Гильдии киноактёров США        | Лучшая актриса драматического сериала            | Номинация |
| 2010 | Эмми                                  | Лучшая актриса драматического сериала            | Номинация |
| 2011 | People’s Choice Awards                | Favorite TV Crime Fighter                        | Номинация |
| 2011 | Премия Гильдии киноактёров США        | Лучшая актриса драматического сериала            | Номинация |
| 2011 | Эмми                                  | Лучшая актриса драматического сериала            | Номинация |
| 2012 | Muse Awards                           | New York Women in Film & Television              | Победа    |
| 2013 | Голливудская «Аллея славы»            | Звезда на «Аллее славы»                          | Победа    |
| 2014 | People's Choice Awards                | Лучшая актриса драматического сериала            | Номинация |
| 2014 | Грейси                                | Лучшая актриса драматического сериала            | Победа    |
| 2014 | Prism Awards                          | Лучшее выступление в сюжетной линии              | Номинация |
| 2015 | People's Choice Awards                | Лучшая актриса криминального сериала             | Номинация |